# شهرستان یونگنیان
شهرستان یونگنیان (به لاتین: Yongnian District) یک شهرستان‌های جمهوری خلق چین و ناحیه (چین) در چین است که در هاندان واقع شده‌است.